# Sekundärströmung
Eine Sekundärströmung oder Querströmung ist in der Strömungslehre, also der Bewegung von Fluiden, eine zusätzliche Strömung in der Ebene quer zur Hauptströmungsrichtung mit vergleichsweise geringer Geschwindigkeit.
Zusammen mit der Hauptströmung führen Sekundärströmungen zu spiraligen oder noch komplexeren Bahnlinien und machen strömungstechnische Vorhersagen und Berechnungen schwierig.
Ausgelöst werden Sekundärströmungen oft durch Ungleichmäßigkeiten wie Hindernisse, Reibung oder die Veränderung eines Querschnitts. Da sie zusätzliche Geschwindigkeiten bewirken, wird für Sekundärströmungen oft auch zusätzliche Energie benötigt, und es können zusätzliche Kräfte auftreten. Deshalb sind Sekundärströmungen in der Technik meist unerwünscht; in Sonderfällen können sie aber auch bewusst herbeigeführt werden, um wünschenswerte Effekte herbeizuführen (beispielsweise Vermischung und Ausgleich oder Stabilisierung).

## Unterscheidung: erster und zweiter Art
- Die im folgenden einfachen Beispiel beschriebene Sekundärströmung infolge gekrümmter Stromlinien wird auch Sekundärströmung erster Art genannt.
- Bei Turbulenzen, beispielsweise in Rohren mit nicht-kreisförmigem Querschnitt, spricht man von Sekundärströmung zweiter Art.

## Einfaches Beispiel: Tasse
Bekanntestes Beispiel für eine Sekundärströmung ist die Strömung im Innern einer Tasse: Beim Umrühren ist die Hauptströmungsrichtung kreisförmig innerhalb der waagerechten Ebene. In der Bodengrenzschicht dagegen bewegen sich die Wasserteilchen in spiralförmigen Bahnen nach innen. Es liegt also eine Sekundärströmung in Richtung auf den Mittelpunkt der Tasse hin vor. Dieses zur Tassenmitte hin fließende Wasser muss irgendwo hin; es steigt nach oben zum Flüssigkeitsspiegel, von dort zum Tassenrand und an der Wandung der Tasse abwärts zum Boden. Ein Nebeneffekt ist, dass im Moment des Aufstiegs die schwereren Teeblätter der Bewegung nicht mehr folgen können und in der Mitte des Tassenbodens abgelagert werden.

## Komplexes Beispiel: Bananenflanke
Sekundärströmungen sind an der Bananenflanke beteiligt. Hier ist die Hauptströmungsrichtung die eigentliche Flugrichtung des Balls. Die an der Oberfläche des Balls liegenden Luftteilchen, die durch die Rotation des Balls quer zur Hauptströmungsrichtung „mitgenommen“ werden, bilden eine Sekundärströmung erster Art und verursachen den Magnus-Effekt.
Weitere Effekte kommen hinzu, weil die Geschwindigkeitsverhältnisse in den verschiedenen Schichten der Kugel unterschiedlich sind (in Skizzen wird meist nur die „Äquatorebene“ dargestellt; bis hinauf zu den „Polen“ des Balls nimmt jedoch die Quergeschwindigkeit ab). Sie bewirken eine komplexe, turbulente Strömung und damit eine Sekundärströmung zweiter Art. Das Ganze ist außerdem „chaotisch“ und instationär.